# Dziurawiec (Ojców)

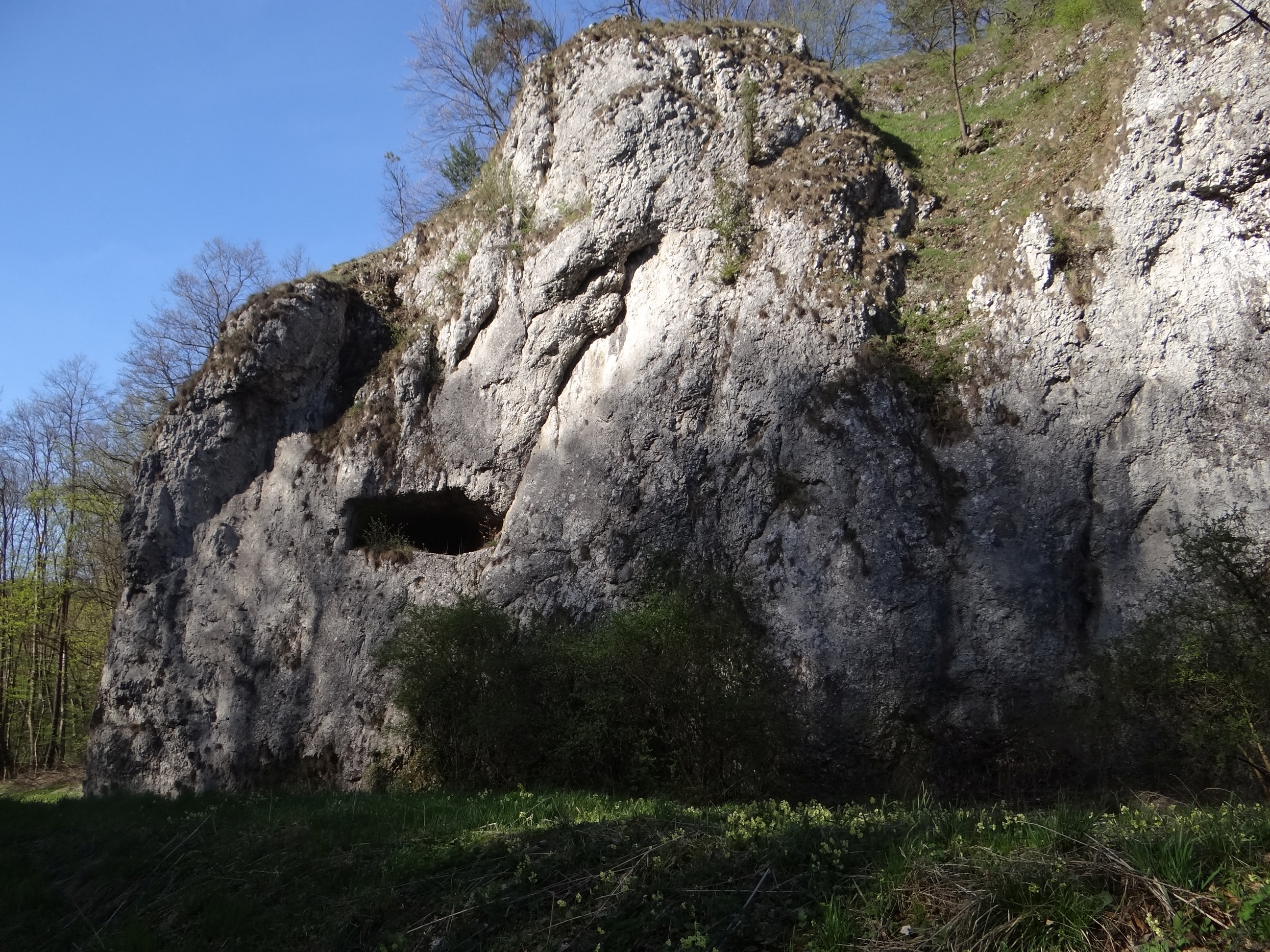

Dziurawiec – skała w Ojcowskim Parku Narodowym. Znajduje się w lewych zboczach Doliny Prądnika, naprzeciwko Zamku w Ojcowie. Sąsiaduje ze Skałami Zamkowymi. 
Jest łatwa do rozpoznania, na wysokości około 5 m nad ziemią posiada bowiem duży, prostokątny i przelotowy otwór. Jest to niewielkie schronisko zwane Jaskinią Dziurawiec przy Zamku. W okresie pliocenu na dolinie Prądnika znajdował się w tym miejscu próg skalny. Woda Prądnika przez jakiś czas przepływała przez ten otwór w skale. Od tego czasu Dolina Prądnika pogłębiła się o około 5 m.